# Netzgruppe Weilheim
Die Netzgruppe Weilheim war 1923 das erste Telefonnetz mit Selbstwählferndienst der Welt. Es umfasste die Stadt Weilheim in Oberbayern und die meisten umliegenden Orte im Radius von ca. 25 km. Dieses Netz ermöglichte erstmals die Selbstwahl von Telefonverbindungen im Fernverkehr, also zwischen Telefonteilnehmern aus verschiedenen Ortsnetzen.

## Ursprünglicher Netzaufbau und Arbeitsweise

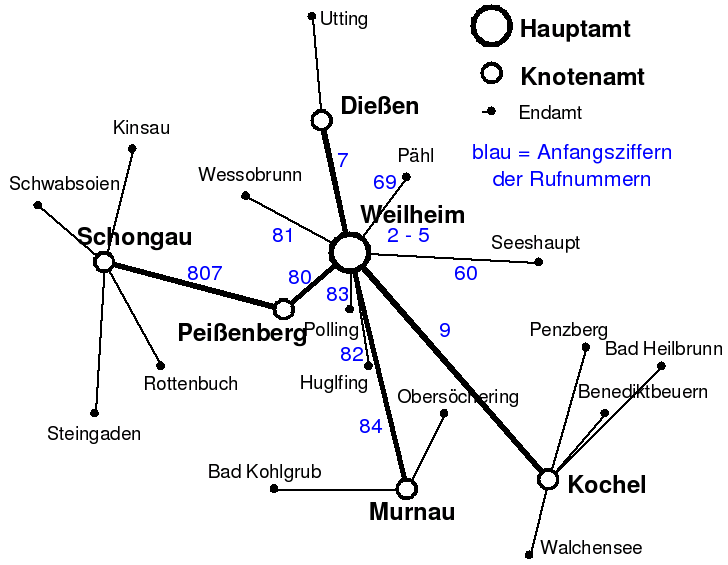
Die Netzgruppe Weilheim in ihrer Urform

Jede Rufnummer wurde im gesamten Netz nur einmal vergeben. Daher genügte es, von einem beliebigen Anschluss des Netzes nur die gewünschte Rufnummer ohne Vorwahl zu wählen. Es war nicht notwendig zu wissen, in welchem Ort der gewünschte Gesprächspartner wohnte.
Allerdings waren aus technischen Gründen die Rufnummernblöcke geografisch sortiert. Die ersten bis zu vier Ziffern einer Rufnummer standen somit für die Zugehörigkeit zu einem bestimmten Ortsnetz. Es handelte sich somit um verdeckte Nummerierung. Nach diesem Vorbild wurden bis vor wenigen Jahren noch die Rufnummern in deutschen Großstädten verteilt: Die Rufnummern innerhalb eines Stadtbezirks begannen üblicherweise mit der gleichen Ziffernkombination. Die Möglichkeit der Rufnummernmitnahme nach Umzug innerhalb des Ortsnetzes bzw. nach Anbieterwechsel verwischen zusehends diese räumliche Zuordnung.
Die letzten beiden Ziffern bezeichneten den gewünschten Teilnehmeranschluss innerhalb des Ortsnetzes. Für die meisten Orte reichte diese Kapazität von höchstens 100 Teilnehmern zunächst aus. Nur die größeren Orte bekamen mehrere Hunderter-Nummernblöcke zugewiesen.
Die Netzgruppe Weilheim, die zunächst 22 Ortsnetze umfasste, war baumförmig (nahezu sternförmig) aufgebaut, mit diesen drei Ebenen:
- das Hauptamt in Weilheim als Mittelpunkt des gesamten Netzes,
- fünf weitere daran angeschlossene Knotenämter in Dießen, Peißenberg, Schongau, Murnau und Kochel,
- 22 sternförmig an diese angeschlossene Endämter, die den Übergang in je ein Ortsnetz bildeten.

Das Knotenamt in Peißenberg diente zugleich als Durchgangsstelle von Weilheim zum weiter entfernt liegenden Knotenamt in Schongau. Alle anderen Knotenämter waren über Direktleitungen sternförmig an das Hauptamt angeschlossen.
Durch Abheben des Hörers wurde der Gesprächswunsch direkt an das Hauptamt in Weilheim geleitet. Die ersten gewählten Ziffern legten dann fest, an welches Knoten- und welches Endamt das Gespräch weiterzuvermitteln war, bis die hinteren Ziffern schließlich zur Auswahl des gewünschten Teilnehmers innerhalb des Ziel-Ortsnetzes ausgewertet wurden.
Ein prinzipielles Problem war, dass zunächst jedes Gespräch eine teure Fernleitung zum Hauptamt belegte, selbst wenn es sich nur um ein Ortsgespräch handelte, weil diese Unterscheidung oft erst nach dem Wählen mehrerer Ziffern getroffen werden konnte. Um diesen Effekt abzumildern wurden die ersten gewählten Ziffern parallel zum Hauptamt auch im abgehenden Ortsnetz ausgewertet. Bei Übereinstimmung mit der eigenen lokalen Ortsnetzkennzahl veranlasste dann ein Umsteuerwähler die direkte Weitervermittlung im Ort und sofortige Freigabe der Fernleitung. Dadurch konnte die Blindbelegung von Fernleitungen immerhin auf wenige Sekunden pro Gespräch begrenzt werden.

## Gebührenzählung
Ein weiteres prinzipielles Problem war die Gebührenzählung. Ferngespräche wurden nach § 10 Abs. 1 des bei Inbetriebnahme der Netzgruppe Weilheim geltenden Fernsprechgebührengesetzes bei Entfernungen bis zu 100 km in unteilbaren Einheiten zu drei Minuten abgerechnet, wobei die Gebühr zu Beginn jedes Abschnitts von drei Minuten fällig wurde (in heute üblicher Schreibweise Taktung 180/180). Bei Entfernungen über 100 km wurde die Gebühr für die ersten drei Minuten zu Beginn des Gesprächs und danach zu Beginn jeder Minute ein Drittel der Drei-Minuten-Gebühr fällig (in heute üblicher Schreibweise Taktung 180/60). In der Netzgruppe Weilheim wurde wegen der Entfernungen der Ortsnetze zueinander die Taktung 180/180 angewendet.
In der ersten Zeit nach Eröffnung der Netzgruppe Weilheim wurde jede Verbindung nach drei Minuten unterbrochen. Sollte die Verbindung fortgesetzt werden, so musste der rufende Teilnehmer die Ziffer 1 wählen. Hierdurch schaltete er den Gebührenzähler weiter und stellte die Verbindung für drei Minuten wieder her. Diese Betriebsart wurde mit Einführung weiterentwickelter so genannter Zeit-Zonen-Zähler geändert. Sie zählten automatisch und machten die Teilnehmer durch einen Signalton jeweils kurz vor Ablauf eines Drei-Minuten-Abschnitts darauf aufmerksam, dass bald eine neue Drei-Minuten-Gebühr fällig werden würde. Die Teilnehmer hatten dann Gelegenheit, das Gespräch zu beenden.
Im handvermittelten Ferndienst konnten Teilnehmer die Vermittlungsbeamtin unmittelbar nach Herstellung der Verbindung darauf aufmerksam machen, dass sie falsch verbunden waren. Hatte die Vermittlungsbeamtin falsch vermittelt, obwohl dem Teilnehmer bei der Anmeldung die richtige Rufnummer bestätigt worden war, wurde für diese Falschverbindung keine Gebühr fällig. Im Selbstwählferndienst wirkte eine Vermittlungsbeamtin nicht mit und der rufende Teilnehmer hätte nach Falschverbindungen lediglich nachträglich beantragen können, die bereits mit der Meldung des gerufenen Teilnehmers fällige Gebühr für ein Drei-Minuten-Gespräch nicht zu erheben; er hätte dafür aber nachweisen müssen, dass er richtig gewählt hatte und dennoch falsch verbunden wurde. Um den Teilnehmer bei einer Falschwahl nicht mit der vollen Gebühr für ein Drei-Minuten-Gespräch zu belasten, hielten die weiterentwickelten Zeit-Zonen-Zähler ab Meldung des gerufenen Teilnehmers eine Karenzzeit von 5, später 10 Sekunden ein. Legte der rufende Teilnehmer in dieser Zeit wieder auf, so wurde der Anruf nur als Ortsgespräch gezählt. Die Karenzzeit war lang genug, damit der Rufende den Gerufenen Teilnehmer mit dem damals empfohlenen Hinweis „Irrtum, bitte hängen Sie an!“ davon informieren konnte, dass er falsch verbunden war.
Die Zeit-Zonen-Zähler speicherten die während des Gesprächs auflaufenden Gebühren und übermittelten die zugehörigen Zählimpulse erst nach Gesprächsschluss auf den Gesprächszähler des rufenden Teilnehmers. Die Zeit-Zonen-Zähler konnten 60 Gebühreneinheiten speichern. Aus dieser Speicherkapazität ergab sich eine Begrenzung der Gesprächsdauer auf 6 oder 12 Minuten, je nach Entfernung, bevor der Speicher des Zeit-Zonen-Zählers voll war. Der Zeit-Zonen-Zähler machte die Teilnehmer dann durch einen Signalton darauf aufmerksam, dass die Zwangstrennung der Verbindung bevorstand. Beendeten die Teilnehmer die Verbindung auf den Signalton hin nicht, so trennte der Zeit-Zonen-Zähler sie zwangsweise. Die Teilnehmer konnten die Verbindung sofort wieder wählen. Diese Art der Gebührenzählung wurde erst ab 1948 durch die Zählung während des Gesprächs abgelöst, wodurch dann unbegrenzt lange Verbindungen möglich wurden.

## Einführung der offenen Kennzahlen

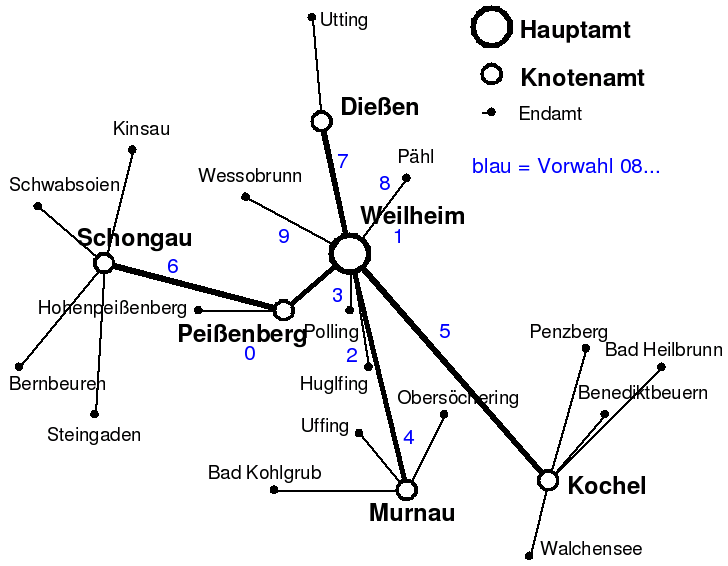
Die Netzgruppe Weilheim nach dem Umbau

Noch 1926 wurde die Nutzung verdeckter Kennzahlen als zu bevorzugende Betriebsform im Selbstwählferndienst angesehen, auch, weil sie geringere Anforderungen an den Teilnehmer stellte. Es zeigte sich aber, dass die Nachteile der verdeckten Kennzahlen überwogen. Insbesondere war der Selbstwählferndienst zwischen verschiedenen Netzgruppen ohne offene Kennzahlen kaum zu verwirklichen und die verdeckten Kennzahlen verlängerten die Rufnummern auch für Ortsgespräche unnötig. Die Netzgruppe Weilheim wurde daher auf die offene Nummerierung umgestellt. 1929 wurden in diesem Netz erstmals echte (offene) Ortsnetzkennzahlen eingeführt. Um ein Ferngespräch aufzubauen, musste zunächst die Verkehrsausscheidungsziffer 0 gewählt werden, gefolgt von weiteren Ziffern, die das Zielortsnetz angaben. Alle gewählten Nummern, die nicht mit einer 0 begannen, standen für ein Ortsgespräch, das – im Unterschied zum vorherigen verdeckten Kennzahlsystem – ohne Inanspruchnahme des Fernnetzes direkt innerhalb des Ortes vermittelt werden konnte.
Die grundsätzliche Netzstruktur mit den genannten Haupt-, Knoten- und Endämtern blieb erhalten. Auch waren die Ortsnetzkennzahlen vorläufig noch so geplant, dass sie in mehreren nicht benachbarten Netzgruppen mehrfach vergeben werden konnten und dass sich die Ortsnetzkennzahlen je nach dem Ursprung einer Selbstwählfernverbindung unterscheiden konnten. Ein landesweit einheitlicher Plan für allgemein gültige Ortsnetzkennzahlen wurde erst nach dem Zweiten Weltkrieg eingeführt.

## Eingliederung in das deutsche Landesfernwahlnetz

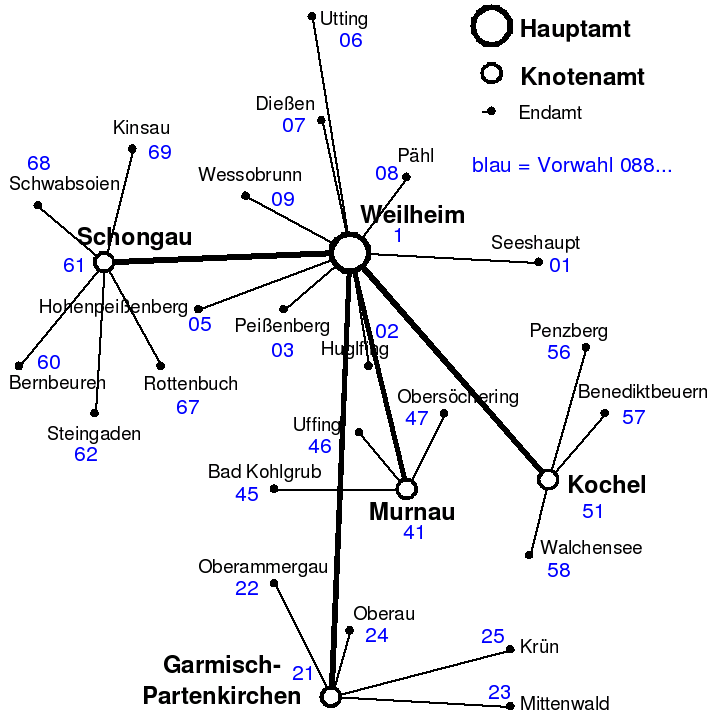
Das Hauptamt Weilheim im deutschen Landesfernwahlnetz

Die erfolgreiche dreistufige Sternstruktur und das Prinzip der offenen Kennzahlen bildeten das Vorbild für das Fernwahlsystem Technik 62 (T 62), das im Jahr 1962 bundesweit eingeführt wurde. Zusammen mit den neu eingeführten Zentralämtern in acht zentralen Städten der damaligen Bundesrepublik einschließlich Berlin (West) ergaben sich somit vier Hierarchieebenen, Zentral-, Haupt-, Knoten- und Endamt, in die sich das Hauptamt Weilheim mit seinen Unterstrukturen gut einfügen ließ.
Mit der Eingliederung der Netzgruppe Weilheim in das bundesdeutsche Landesfernwahlnetz gingen zwangsläufig Änderungen im Nummerierungsplan einher, allerdings sind die früheren Ziffernzuordnungen zum Teil noch in den heute gültigen Vorwahlen zu erkennen. Insbesondere gehen die heute noch klaffenden Ziffernlücken im Bereich der Knotenvermittlungsstellen Murnau (088-41, dann Lücke von -42 bis -44, weiter mit -45), Kochel und Schongau auf den alten Nummerierungsplan mit den Hunderter-Rufnummernblöcken zurück.
Die Knotenämter in Dießen und Peißenberg wurden aufgelöst. Andererseits wurde das neu errichtete Knotenamt in Garmisch-Partenkirchen an das Hauptamt Weilheim angeschlossen, so dass Weilheim fortan vier offene Knotenämter bediente.
Seitdem hat es im Nummerierungsbereich 088xx keine Vorwahl-Änderungen mehr gegeben.

## Die Nummerierungspläne im direkten Vergleich
Der Nummerierungsplan ist 1. nach Ziffern sortiert und 2. nach Knotenamtsbereichen gegliedert. Die 0 (Null) ist entsprechend ihrer Position auf der Wählscheibe hinter der 9 sortiert. Fett gesetzte Ortsnamen bezeichnen den Sitz eines Haupt- oder Knotenamtes.
| Rufnummernblöcke (verdeckte Kennzahlen) ab 1923                                               | Offene Kennzahlen ab 1929                                                                                | Ortsnetzkennzahlen im Landesfernwahlnetz ab 1962                                                                                          |
| --------------------------------------------------------------------------------------------- | --- | --- |
| 2xx - 5xx Weilheim 69xx Pähl 60xxx Seeshaupt                                                  | 081 Weilheim 082 Huglfing 083 Polling 084 - 087 (andere Knotenämter, s. u.) 088 Pähl 089 Wessobrunn      | 0881 Weilheim 08801 Seeshaupt 08802 Huglfing 08803 Peißenberg 08805 Hohenpeißenberg 08806 Utting 08807 Dießen 08808 Pähl 08809 Wessobrunn |
| 74xx - 77xx Dießen 704xx-708xx Utting                                                         | 081 Weilheim 082 Huglfing 083 Polling 084 - 087 (andere Knotenämter, s. u.) 088 Pähl 089 Wessobrunn      | 08821 Garmisch-Partenkirchen 08822 Oberammergau 08823 Mittenwald 08824 Oberau 08825 Krün                                                  |
| 81xx Wessobrunn 82xx Huglfing 83xx Polling                                                    | 081 Weilheim 082 Huglfing 083 Polling 084 - 087 (andere Knotenämter, s. u.) 088 Pähl 089 Wessobrunn      | 08821 Garmisch-Partenkirchen 08822 Oberammergau 08823 Mittenwald 08824 Oberau 08825 Krün                                                  |
| 841xx - 844xx Murnau 845xx Kohlgrub 847xx Obersöchering                                       | 084 Murnau (Anfangsziffern 2 bis 4) 0845 Bad Kohlgrub 0847 Obersöchering 0848 Uffing                     | 08841 Murnau 08845 Bad Kohlgrub 08846 Uffing 08847 Obersöchering                                                                          |
| 803xx - 806xx Peißenberg                                                                      | 085 Kochel (Anfangsziffern 2 und 3) 0856 Penzberg 0857 Benediktbeuern 0858 Walchensee 0859 Bad Heilbrunn | 08851 Kochel 08856 Penzberg 08857 Benediktbeuern 08858 (Kochel-) Walchensee                                                               |
| 8071xx - 8073xx Schongau 8075xx Rottenbuch 8076xx Schwabsoien 8077xx Kinsau 8078xx Steingaden | 086 Schongau (Anfangsziffern 2 bis 6) 0861 Steingaden 0868 Schwabsoien 0869 Kinsau 0860 Bernbeuren       | 08861 Schongau 08862 Steingaden 08867 Rottenbuch 08868 Schwabsoien 08869 Kinsau 08860 Bernbeuren                                          |
| 91xx - 94xx Kochel 95xxx Penzberg 96xx Walchensee 97xx Bad Heilbrunn 98xx Benediktbeuern      | 087 Dießen (Anfangsziffern 2 bis 4) 0877 Utting                                                          | |
| 91xx - 94xx Kochel 95xxx Penzberg 96xx Walchensee 97xx Bad Heilbrunn 98xx Benediktbeuern      | 080 Peißenberg (Anfangsziffern 7 und 8) 0809 Hohenpeißenberg                                             | |